# Russell Clark (artiste)
Pour les articles homonymes, voir Clark.
Russell Stuart Cedric Clark (27 août 1905—29 juillet 1966) est un peintre, sculpteur, et professeur d'université néo-zélandais. Il est né à Christchurch.
Il a étudié au Canterbury College School of Art de 1922 à 1928. Pendant la Seconde Guerre mondiale, il a été artiste officiel des forces néo-zélandaises. Colin McCahon et Doris Lusk ont fait partie de ses étudiants. Clark a travaillé comme illustrateur pour le  New Zealand School Journal avant et après la guerre ; il a été son « premier directeur artistique non-officiel ». Dans les années 1950, il a travaillé en même temps pour le New Zealand School Journal et le New Zealand Listener (en).
Beaucoup de ses œuvres sont conservées par Archives New Zealand (en) à Wellington.

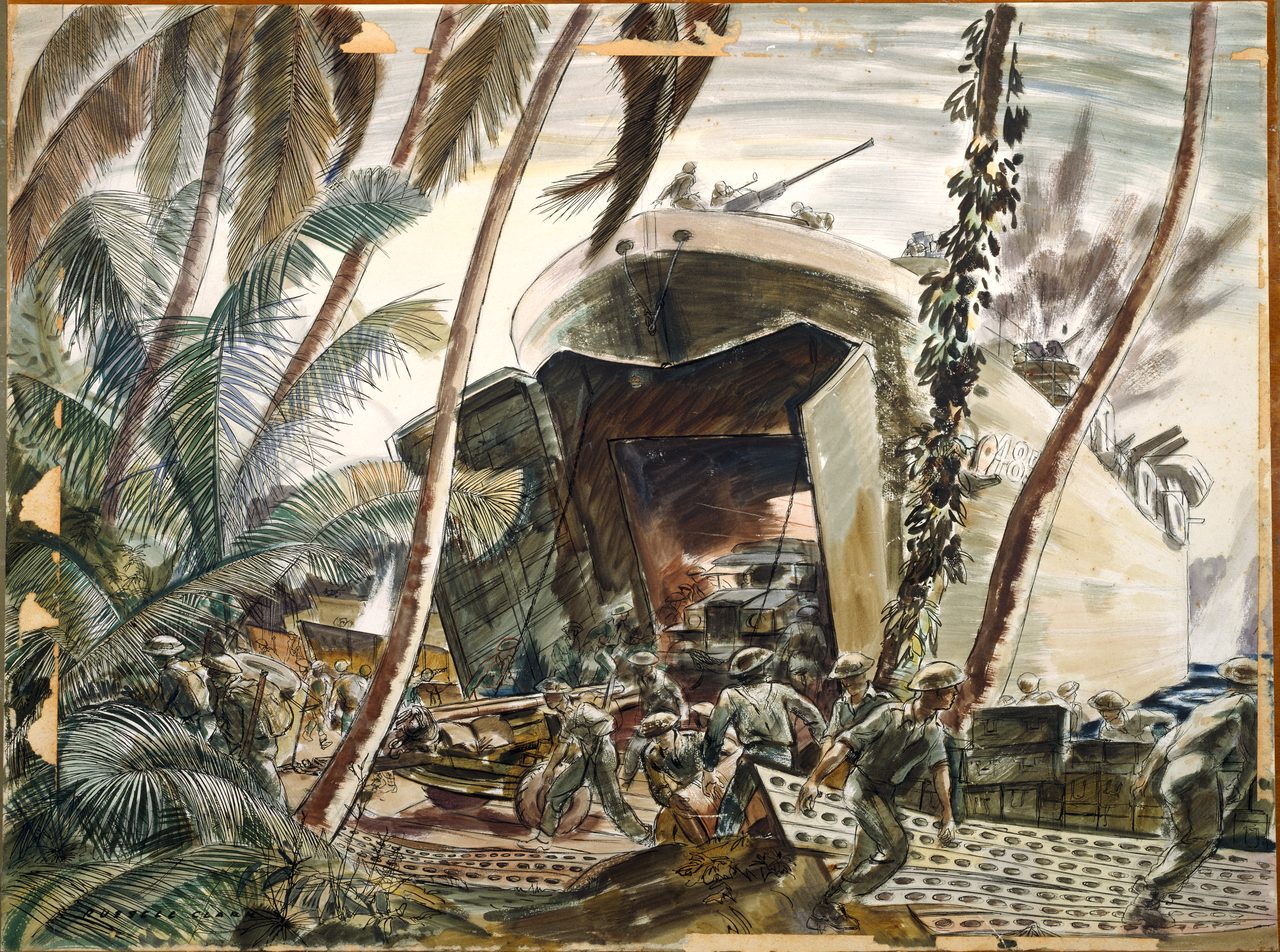
Landing Ships Under Fire, Treasury Island, 1943 (débarquement de la 3e division néo-zélandaise  à Mono le 27 octobre 1943).
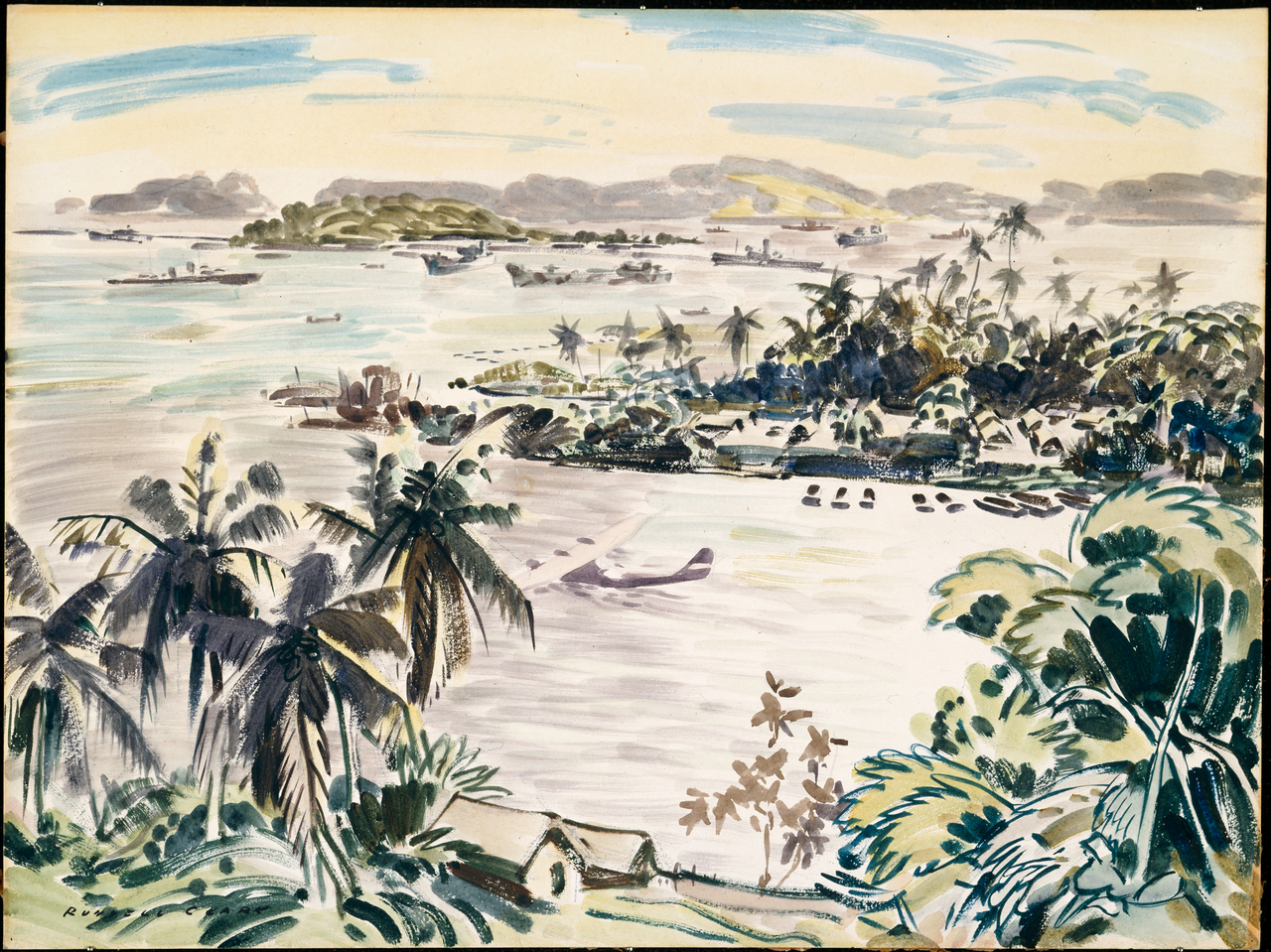
Looking towards Tulagi from Halvao, 1944 (des troupes néo-zélandaises étaient sur place depuis 1943).
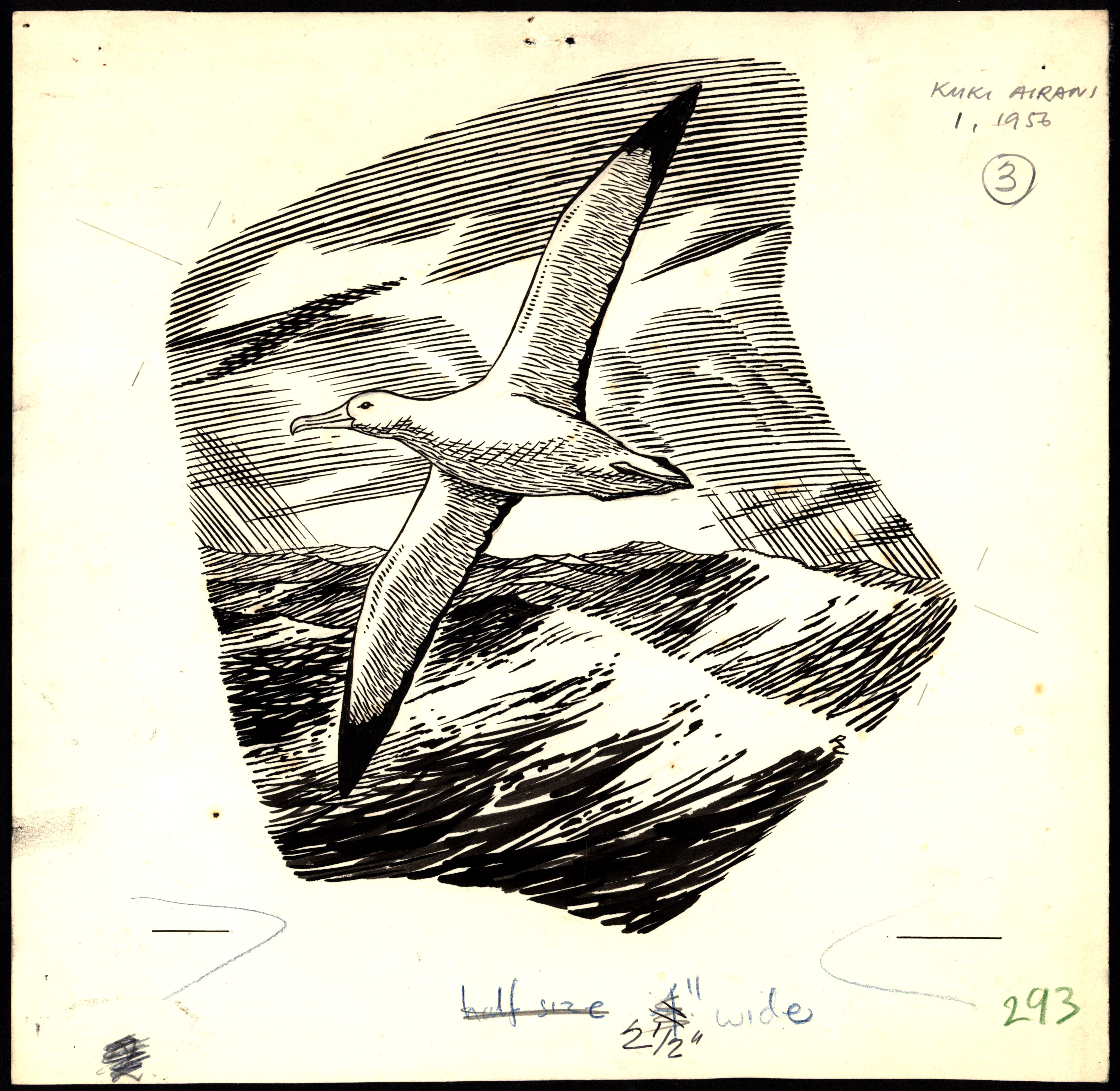
Gravure de Russell Clark.